# Torrente Valle Maronara
Il torrente Valle Maronara è un corso d'acqua lungo 3,22 km, che nasce nel comune di Cino in provincia di Sondrio, sfociando poi nel fiume Adda nel comune di Mantello (Italia).